# Харденбергер, Хокан
Хокан Харденбергер (швед. Håkan Hardenberger, 27 октября 1961, Мальмё) – шведский трубач, названный газетой Таймс «величайшим трубачом мира».

## Биография
Он начал играть на трубе в возрасте восьми лет под руководством местного учителя Бо Нильссона. Позже он учился в Парижской консерватории у Пьера Тибо, в Лос-Анджелесе у Томаса Стивенса.

## Репертуар
Исполнитель классического репертуара (Бах, Гайдн, Телеман, Вивальди,  Альбинони)  и современной музыки: сочинения для него писали Лигети, Хенце, Бёртуистл, Арво Пярт, Этвёш, Ян Сандстрём и др.

## Преподавательская деятельность
Преподавал в Мальмё, Лунде, Манчестере, Дрездене.

## Признание
Член Королевской академии музыки в Стокгольме (1999).